# Polizeiruf 110: Little Boxes
Little Boxes ist ein Fernsehfilm aus der Krimireihe Polizeiruf 110. Der vom Bayerischen Rundfunk produzierte Beitrag ist die 407. Polizeiruf 110-Episode und wurde am 17. September 2023 im Ersten ausgestrahlt. Die Münchner Ermittlerin Cris Blohm ermittelt in ihrem ersten Fall. Der Titel bezieht sich auf das Lied Little Boxes, das dann auch am Ende des Films gespielt wird.

## Handlung
Kriminalhauptkommissarin Cris Blohm ist nach einem Auslandseinsatz nach München zurückgekehrt. Sie ermittelt mit ihren Kollegen Dennis Eden und Otto Ikwuakwu im Fall eines Doktoranden des Instituts für Postcolonial Studies, der ermordet aufgefunden wurde. In seinem Umfeld stoßen sie dabei weitgehend auf Ablehnung.

## Entstehung und Uraufführung
Der Film wurde vom 12. Juli 2022 bis zum 15. August 2022 in München gedreht. Die Premiere erfolgte am 2. September 2023 auf dem Festival des deutschen Films in Ludwigshafen am Rhein.

## Rezeption

### Kritiken
In der FAZ äußerte sich Heike Hupertz unzufrieden über den Film und kritisierte ihn als spannungsarm und als einen undankbaren Einstand für Wokalek als neue Kommissarin. Dass sie und ihr Team vom Drehbuch „einmal nach Wokistan und zurück“ geschickt würden, gehe „mächtig schief“. Themen wie Diversität und Cancel Culture beherrschten den Film in Form von „inhaltsleere[n] Worthülsen und Totschlagsätze[n]“ und würden in „langwierigen Statements, ermüdenden Reden und brüsken Infragestellungsabweisungen“ ausgebreitet.
„Little Boxes“ passe „ganz und gar nicht in irgendeine Box des klassischen Sonntagskrimis“ stellt Franziska Mayr in der taz fest und zieht das Fazit: „Er rüttelt auf, er ist unangenehm. Und er beweist einmal mehr: Nur wer zuhört, kann verstehen.“ Dabei bemängelt sie, dass „all jene mit liberalen Haltungen“ durchweg schlecht wegkämen.
Drei von zehn Punkten vergibt Christian Buß im Schnellcheck von Spiegel Online: „Der »Polizeiruf« als Balla-Balla-Ballett gegen den Korrektheitswahn auf dem Campus? Wir hätten Johanna Wokalek einen glücklicheren Einstand als »Polizeiruf«-Ermittlerin gewünscht.“

### Einschaltquoten
Die Erstausstrahlung von Little Boxes am 17. September 2023 wurde in Deutschland von 6,98 Millionen Zuschauern gesehen und erreichte einen Marktanteil von 26,6 % für Das Erste.

### Auszeichnungen
Der Film war für den Rheingold – Ludwigshafener Publikumspreis und für den Filmkunstpreis des Festivals des deutschen Films nominiert.